# Oscuri X-Men
Gli Oscuri X-Men (Dark X-Men) sono un gruppo di supereroi appartenenti all'universo mutante della Marvel Comics. Creati da Matt Fraction (testi) e Terry Dodson (disegni) sono apparsi per la prima volta sulle pagine di Uncanny X-Men n. 513 (luglio 2009) durante il crossover Utopia all'interno della storyline Dark Reign.

## L'Inizio
Presentati da Norman Osborn come la soluzione al problema mutante di San Francisco ed unico team mutante approvato dal governo, ogni membro è stato selezionato seguendo particolari disegni politici spiegati all'interno della miniserie in tre numeri Dark X-Men: The Beginning. Benché inizialmente dimostrino di seguire gli ordini dettati da H.A.M.M.E.R. riportando l'ordine in città, durante il blitz di X-Force ad Alcatraz per liberare i prigionieri, Emma Frost, Namor, Cloak e Dagger abbandonano il team in favore degli X-Men rivelando così il proprio doppio-gioco.
- Mystica, alias Raven Darkhölme. Mutaforma, fattore di guarigione, longevità.

Chiamato da una sua squadra di ricognizione, Osborn viene informato dello strano comportamento tenuto da Wolverine in un bar situato in un angolo remoto della California. Dopo aver trucidato tutti gli uomini H.A.M.M.E.R. mandatigli contro, viene avvicinato dallo stesso Norman che lo prega di riassumere le sue sembianze naturali: scoperta, Mystica decide di giocare un po' con lui assumendo la forma dell'Uomo Ragno prima di tornare se stessa ed ascoltarlo proporle di entrare nei suoi X-Men in cambio della testa di Wolverine, reo di averle sparato contro e lasciata moribonda in mezzo al deserto tempo addietro. Infastidita dalle sue chiacchiere Mystica si prepara ad abbandonare il locale, incurante della minaccia di farla uccidere non appena messo un piede fuori dalla porta, fino a quando Osborn non le rivela dell'esistenza del figlio di Wolverine. Inaspettatamente animata dalla voglia di collaborare, accetta la sua proposta mettendo subito in chiaro la sua intenzione di non andare a letto con lui.
- Mimo, alias Calvin Rankin. Mimesi e possesso permanente dei poteri dei cinque X-Men originali.

Risvegliatosi da un lungo sonno, Mimo ripercorre la sua intera esistenza dalla vita criminale che condusse subito dopo aver acquisito i poteri al periodo di pace vissuto grazie all'aiuto di Moira MacTaggert ed infine a quello di isolamento condotto per paura dei problemi che avrebbe potuto causare al prossimo. Ritornato alla civiltà, dopo essersi scavato una via d'uscita dalla tomba in cui era stato sepolto, diviene immediatamente preda dei suoi poteri che procurano seri danni a persone e cose a lui intorno fino all'arrivo di H.A.M.M.E.R. e Osborn che rassicurandolo gli comunica che nessuno cercherà più di cambiarlo e gli sottopone la sua proposta.
- Bestia Nera, alias Henry McCoy II. Agilità, velocità e forza sovrumane.

Rintracciato da Osborn presso una stazione ferroviaria fatiscente ed in disuso mentre era impegnato a sezionare il cadavere di una bambina, Bestia si mostra riluttante all'idea di entrare a far parte di un gruppo di mutanti sotto il completo controllo del governo e specialmente a diventare una marionetta nelle sue mani. Benché all'inizio non nasconda il suo scetticismo a poco a poco le parole persuasive di Osborn, e le promesse di nuovi equipaggiamenti e cavie mutanti da sottoporre ai suoi sadici esperimenti, lo convincono ad accettarne la proposta allettata dall'aspettativa di vedere in prima persona il momento in cui Norman rivelerà al mondo il suo vero volto.
- Omega, alias Michael Pointer. Assorbimento e reindirizzamento di energia mutante.

Ancora in preda al rimorso per le azioni compiute quando era sotto il controllo del Collettivo, Michal Pointer viene avvicinato da Osborn mentre è impegnato nella costruzione di un ospedale pediatrico. Informato che a pochi chilometri di distanza un'operazione condotta da H.A.M.M.E.R. per il sequestro di alcuni camion pieni di Ormone della Crescita Mutante si è risolta con la distruzione di alcuni contenitori e la fuoriuscita del loro contenuto, gli consiglia di lasciarsi aiutare, proponendogli nel mentre di entrare a far parte dei suoi X-Men, altrimenti ucciderà tutto coloro che si trovano nel cantiere assorbendone l'energia. Terrorizzato dall'aver già causato involontariamente la morte di alcuni suoi compagni di squadra, accetta la proposta e si allontana in elicottero ignaro dei piani che Osborn e Bestia Nera hanno in serbo per lui.
- Regina Nera, alias Emma Frost. Telepate con epidermide adamantina.

Dopo aver proposto a Namor di esplorarne la mente per comprendere i motivi della sua adesione agli X-Men governativi ed avergli spiegato che la sua unica motivazione per averlo al suo fianco è quella di contare su qualcuno di fidato per guardarle le spalle, Emma si dedica all'analisi della sua psiche indagando quali siano i pensieri che associa al suo retaggio mutante. Benché la maggior parte della sua mente sia dominata da elementi atlanteani riesce a scovare un angolo popolato da figure mostruose raffiguranti gli X-Men nei loro momenti peggiori: presumendo che pensi ai mutanti solo in quei termini deduce che l'unica ragione per cui abbia accettato di prendere ordini da Osborn sia l'attrazione che ancora prova per lei. Tuttavia, benché non smentisca del tutto questa ipotesi Namor le mostra un altro angolo dove una nuova immagine di sé legata ai mutanti comincia a prendere forma a testimonianza che la sua voglia di unirsi agli X-Men derivi anche dall'approfondire quella parte del suo retaggio.

Ex Oscuri X-Men. In basso da sinistra: Namor, Cloak, Dagger, Regina Nera e Wolverine II. Disegni di Terry Dodson.

- Namor, alias Namor McKenzie. Fisiologia anfibia, forza e resistenza sovrumane, volo, longevità, manipolazione telepatica e bioelettrica.

Sopravvissuto alla distruzione di Atlantide, Namor viene invitato da Osborn a sedere al tavolo della Cabala dove assieme ad altri criminali si decide il modo più equo di spartirsi il potere derivante dalla sua nuova posizione di direttore di H.A.M.M.E.R. in cambio di lealtà nei suoi confronti. Restio ad accettare di prendere ordini da lui, Namor sorprende lo stesso Osborn accettando l'invito di Emma Frost di entrare a far parte dei suoi X-Men. Durante una discussione fra i due, Norman gli fa notare come per lunghi anni abbia ignorato la sua parte mutante a dispetto di quella atlantidea e come adesso ritrovandosi confuso sul posto da occupare in questa nuova società farebbe meglio a seguire i suoi ordini permettendogli di chiarirsi con se stesso e nel frattempo abbracciare la causa mutante per difendere, quello che in sostanza, è il suo popolo.
- Cloak, alias Ty Johnson. Teletrasporto e intangibilità.
- Dagger, alias Tandy Bowen. Generazione di lame di luce, eliminazione dipendenze altrui e rigenerazione.

Impegnati in Colombia nella distruzione di una piantagione di stupefacenti Cloak e Dagger vengono avvicinati da Osborn che offre loro di servire il governo entrando a far parte della sua squadra di X-Men. Offrendo loro le illimitate risorse della sua agenzia nella lotta contro i trafficanti e gli spacciatori di droga in cambio di assoluta fedeltà e obbedienza, dichiara che pur non essendo mutanti la loro storia di persecuzioni permetterà all'opinione pubblica di inserirli in quella categoria. Benché Cloak dimostri apertamente il suo scetticismo, Dagger a malincuore accetta i termini di Osborn più per le promesse di aiuto fattele che per puro spirito di solidarietà nei confronti dei mutanti.
- Wolverine II, alias Daken Akihiro. Fattore rigenerante, sensi ipersviluppati, artigli protrattili, emissione e manipolazione dei feromoni.

Impegnato in un allenamento con Bullseye e alcuni droni, Daken passa nel mentre in rassegna la sua vita paragonandosi al padre. Accettando l'invito di Osborn di accompagnarlo all'opera gli viene esposto durante il tragitto il piano per la creazione di un gruppo di X-Men governativi e il suo ruolo nel progetto. Benché in ultimo accetti, Daken precisa a Osborn che a differenza di Wolverine lui è sempre padrone della sua volontà, non si lascia mai sopraffare dall'istinto ed è l'unico in grado di decidere delle proprie azioni non lasciandosi condizionare da ricatti o adulazioni.
- Aurora, alias Jeanne-Marie Beaubier. Supervelocità, manipolazione luminosa, volo, resistenza all'attrito.

Impegnata in una seduta psichiatrica mirante a comprendere i disturbi causati dalla sua schizofrenia, la personalità più violenta di Jeanne-Marie viene riportata in superficie quando il suo psichiatra le applica un diadema costruito da H.A.M.M.E.R. dietro pressione di Osborn che vede in lei una potenziale recluta per i suoi X-Men. Portatala in ufficio dopo i primi segni di squilibrio comportamentale l'uomo si vede rifiutare la sua proposta ed utilizzato un comando a distanza del diadema, approntato per sedare la personalità in carica al momento, le ordina di prepararsi a partire per San Francisco e unirsi al team. Sicuro del suo successo, non nota lo svilupparsi di una nuova personalità che sconfigge facilmente gli agenti H.A.M.M.E.R. e quando anche questa viene sedata un'altra ne prende il posto fino a quando la più spericolata e masochista versione di Jeanne-Marie non accetta di farsi sparare vicino alla testa pur di togliersi il diadema. Fatto indossare forzatamente il marchingegno ad Osborn, che gli provoca un raptus nervoso facendogli ripetere minacce di morte all'Uomo Ragno, si toglie l'uniforme e dopo aver gentilmente declinato la sua offerta di lavoro lascia tranquillamente l'ufficio.

## Gli Oscuri X-Men (miniserie)
Pubblicata dalla Marvel Comics fra gennaio e maggio 2010 la miniserie in cinque numeri intitolata Dark X-Men, sceneggiata da Paul Cornell e disegnata da Leonard Kirk, prende avvio poco dopo la conclusione di Utopia: a seguito della defezione di alcuni membri, il team ora composto da Mystica, Omega, Mimo e Bestia Nera viene inviato da Osborn ad indagare le cause della resurrezione di Nate Grey.

### Trama
Mentre nella cittadina di Burton, California, gli abitanti si comportano in maniera bizzarra proclamando di essere X-Man, Osborn ordina ai suoi mutanti di recarsi sul posto ed investigare per calmare l'opinione pubblica e rialzare gli indici di gradimento nei confronti di H.A.M.M.E.R. Assunto l'aspetto di Jean Grey, Mystica ora a capo del gruppo porta i suoi a visitare uno dei pazienti ricoverati dopo lo strano incidente: durante l'interrogatorio inspiegabilmento Omega assorbe alcuni poteri che lo forzano ad abbandonare l'edificio per scaricarsi e mentre Bestia Nera obbliga Mimo a seguirlo, l'intera stanza viene riempita da lampi di energia che annunciano il ritorno in vita di Nate Grey. Scambiata Mystica per la madre, il ragazzo tenta di difenderla da Bestia Nera prima di scomparire nel nulla; tornati alla base vengono informati da Osborn della pericolosità del mutante ed obbligati ad abbatterlo alla prima occasione. Ricorsi all'aiuto della divisione psichica di H.A.M.M.E.R. gli X-Men tentano un recupero forzato di X-Man dal piano psichico nel quale la sua mente era stata confinata dopo essere stata frammentata in miliardi di pezzi: l'operazione si rivela un fallimento, tuttavia aggrappandosi alla sonda telepatica esterna Nate riesce ad aggiornarsi su tutti gli avvenimenti che hanno sconvolto il mondo in sua assenza e ad evadere nella realtà ricreandosi un corpo grazie ai suoi poteri. Riapparso all'esterno dell'ex Stark Tower, affronta i Vendicatori prima di essere sconfitto da Iron Patriot ed incenerirsi in un lampo di luce occupando in forma psichica il corpo di Osborn. Giunta nel suo ufficio, Mystica gli impone di liberarla dall'impianto esplosivo installatole durante la rivolta a S.F. o rivelerà a tutti la verità; per nulla intimidito, Nate le espone i propri progetti di miglioramento del mondo prima di essere disturbato dalla psiche di Osborn che cerca di riprendere il controllo del corpo. Allontanatasi, Mystica decide di riunire gli X-Men e ricorrere nuovamente alla divisione psichica per entrare nella mente di Norman ed aiutarlo a liberarsi di Nate in modo da guadagnarne la fiducia. Una volta all'interno però liberano per sbaglio la personalità folle di Goblin che riunitosi a Norman sconfigge Nate e lo espelle dalla sua mente; come risultato di essere stato così a lungo a contatto con un essere umano, Nate riguadagna un corpo fisico. Prima di essere imprigionato, torturato ed utilizzato come propellente per la Macchina Omega fa in tempo a riferire agli X-Men che se si fossero rivolti a lui in amicizia avrebbe rimosso la bomba di Mystica, a dare un contesto alla visione in cui Mimo uccide la sua famiglia, a spiegare ad Omega perché è il mutante più importante di tutti e a cercare di convincere Bestia Nera a smettere di operare sadici esperimenti su umani e mutanti.